# Quảng canh
Quảng canh (Extensive agriculture) là phương thức sản xuất trong nông nghiệp nhằm tăng sản lượng nông sản thông qua việc mở rộng quy mô sản xuất, diện tích đất đai sản xuất với hạ tầng kỹ thuật thấp kém, trình độ canh tác lạc hậu, chủ yếu dựa vào ưu đãi của tự nhiên. Quảng canh còn được thực hiện là sự tăng sản lượng nông sản dựa trên cơ sở mở rộng diện tích ruộng đất hoặc tăng số đầu gia súc với kỹ thuật không đổi. Quảng canh  là hình thức canh tác trên những diện tích đất đai rộng lớn nhưng năng suất và sản lượng đều thấp, không tương xứng với diện tích gieo trồng. 
Lợi ích của quảng canh so với thâm canh: 
1. Tỉ lệ lao động/diện tích đất thấp đồng nghĩa với việc hiệu quả lao động cao, giá thành thấp
2. Đất và môi trường xung quanh không bị tác hại xấu bởi việc dùng bừa bãi phân bón, thuốc trừ sâu như với hình thức thâm canh
3. Phúc lợi động vật thường được cải thiện do gia súc không bị nhốt trong chuồng kín

## Bài liên quan
- Thâm canh